# Кэмпбелл, Рэмси
Рэмси Кэмпбелл (р. 4 января 1946, Ливерпуль) — английский писатель в жанре ужасов, редактор и критик.
С тех пор, как он впервые стал известен в середине 1960-х годов, критики цитировали Кэмпбелла как одного из ведущих писателей в своей области: Т. Е. Д. Клейн написал, что «Кэмпбелл царит сегодня в этой области», а Роберт Хаджи описал его как «возможно, лучший живой представитель британской традиции странной фантастики», в то время как С. Т. Джоши заявил: «будущие поколения будут считать его ведущим писателем ужасов нашего поколения, равным Лавкрафту или Блэквуду». Получил четыре награды «World Fantasy Awards», десять — «British Fantasy Awards», три — «Bram Stoker Awards», награду «Horror Writers' Association's Lifetime Achievement Award»
В русском переводе выходило несколько рассказов и романы «Голодная луна», «Воплощенный» и «Усмешка тьмы».

## Биография

### Молодость и работа
У Александра Рэмси и Норы (Уокер) Кэмпбелл родился сын в Ливерпуле, Англия. Он получил образование в St Edward's College в Ливерпуле. Детство и юность Кэмпбелла были отмечены разрывом между его родителями, которые отдалились вскоре после его рождения. Отец Кэмпбелла превратился в тень, которую чаще слышно, чем видно. Кэмпбелл утверждает: "я не видел своего отца лицом к лицу почти двадцать лет, и это было, когда он умирал. Годы спустя мать Кэмпбелла выродилась в паранойю и шизофрению, превратив его собственную жизнь в сущий ад — опыт, который он подробно обсудил во введении и послесловии к восстановленному тексту «The Face That Must Die». Другие автобиографические части, касающиеся жизни Кэмпбелла, доступны в разделе V, «On Ramsey Campbell» в его сборнике эссе Ramsey Campbell, Probably: 30 Years of Essays and Articles (ed. S.T. Joshi, Hornsea, UK: PS Publishing, 2002).
Мать Кэмпбелла «написала много, роман за романом, но была, в основном, неопубликована за исключением нескольких рассказов в журналах писателя». Она поощряла своего маленького сына отправлять свои письма с раннего возраста.
Выросший в блиц-пейзаже послевоенного Ливерпуля, Кэмпбелл жадно поглощал работы Лавкрафта, Амброза Бирса, Франца Кафки и фильмы в жанре нуар.

## Экранизации
- Без имени